# Stade Sergio-Lanfranchi
 (avril 2025).
Si vous disposez d'ouvrages ou d'articles de référence ou si vous connaissez des sites web de qualité traitant du thème abordé ici, merci de compléter l'article en donnant les références utiles à sa vérifiabilité et en les liant à la section « Notes et références ».
Le stade Sergio-Lanfranchi ou Stadio Sergio Lanfranchi en italien est un ancien équipement sportif consacré au rugby à XV.
Localisé à Parme, dans la province de Parme, dans la région d'Émilie-Romagne (Italie du Nord), c'est une arène de 3 600 places, qui accueille les clubs de Rugby Parme, de Gran Parme Rugby, ainsi que les rencontres de football américain des Panthers de Parme.

## Histoire
Il porte le nom de Sergio Lanfranchi, joueur international italien qui a porté les couleurs de Parme. Le stade a été considéré comme un temple du rugby en Italie[réf. nécessaire].
Le stade est fermé pour être détruit en juillet 2008, à la place se dressera le siège opérationnel de l'Autorité européenne de sécurité des aliments. Avec cette démolition, les équipes de rugby de Overmach Parma et de Gran Parme Rugby jouent provisoirement dans les installations de la commune de Moletolo dans l'attente d'un projet définitif de construction d'un nouveau stade.